# بيدرو ريتشاردز
بيدرو ريتشاردز (بالإنجليزية: Pedro Richards)‏ (11 نوفمبر 1956 في المملكة المتحدة - 23 ديسمبر 2001 بنوتنغهام في المملكة المتحدة) هو لاعب كرة قدم بريطاني في مركز الدفاع. لعب مع نوتس كاونتي ونادي كوربي تاون وOakham United F.C. (Nottinghamshire) ‏ ونادي بوسطن يونايتد.

## وصلات خارجية
- بيدرو ريتشاردز على موقع قاعدة بيانات كرة القدم.إي يو (الإنجليزية)